# Niżnij Astachow
Niżnij Astachow (ros. Нижний Астахов) – chutor w Rosji, w obwodzie rostowskim, w rejonie kaszarskim. W 2010 liczył 164 mieszkańców.